# Ла Брука (Козенца)
Ла Брука је насеље у Италији у округу Козенца, региону Калабрија.
Према процени из 2011. у насељу је живело 7 становника. Насеље се налази на надморској висини од 7 м.